# Casaloldo
Casaloldo és un municipi situat al territori de la província de Màntua, a la regió de la Llombardia(Itàlia).
Casaloldo limita amb els municipis d'Asola, Castel Goffredo, Ceresara i Piubega.
Pertanyen al municipi les frazioni de Bellaria, Palazzo, Molinello Sopra, Molinello Sotto, Morini, Sant'Anna, San Vito, Squarzieri, Pasinetti, Staffolo, Travagliati, Sant'Antonio i Bottino.

## Galeria

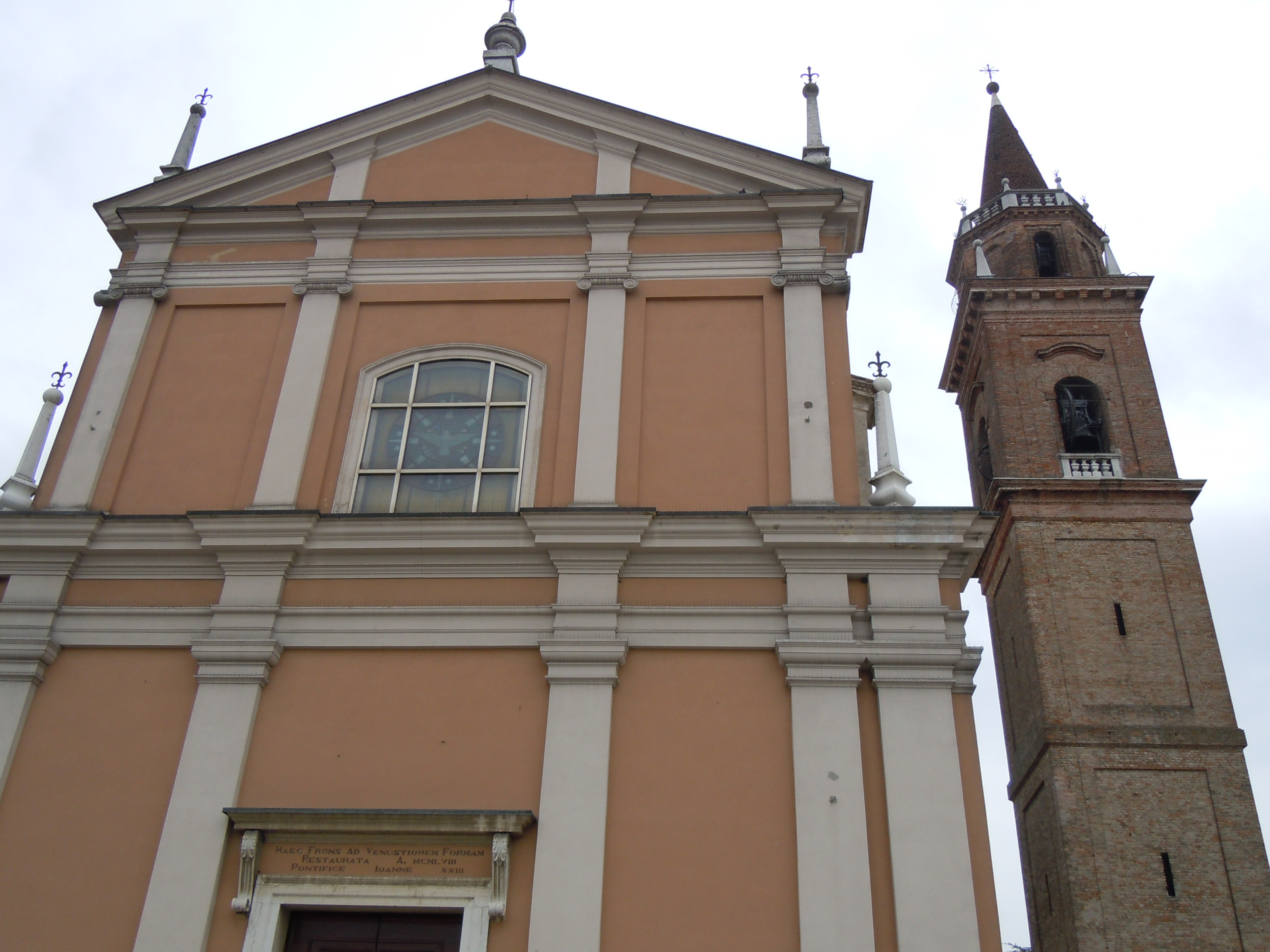
Façana de l'església de B.V. Assunta
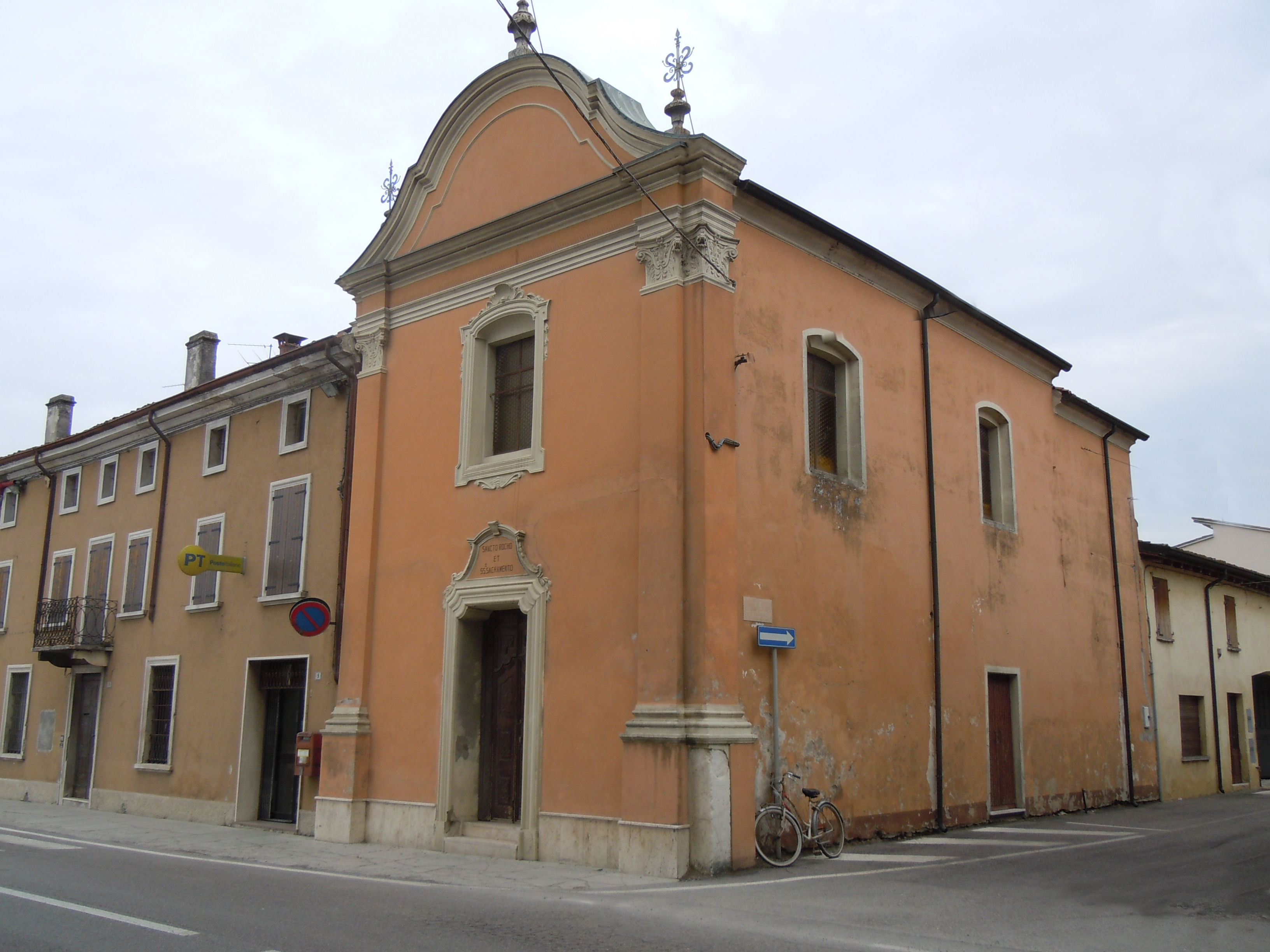
Església de S.Rocco
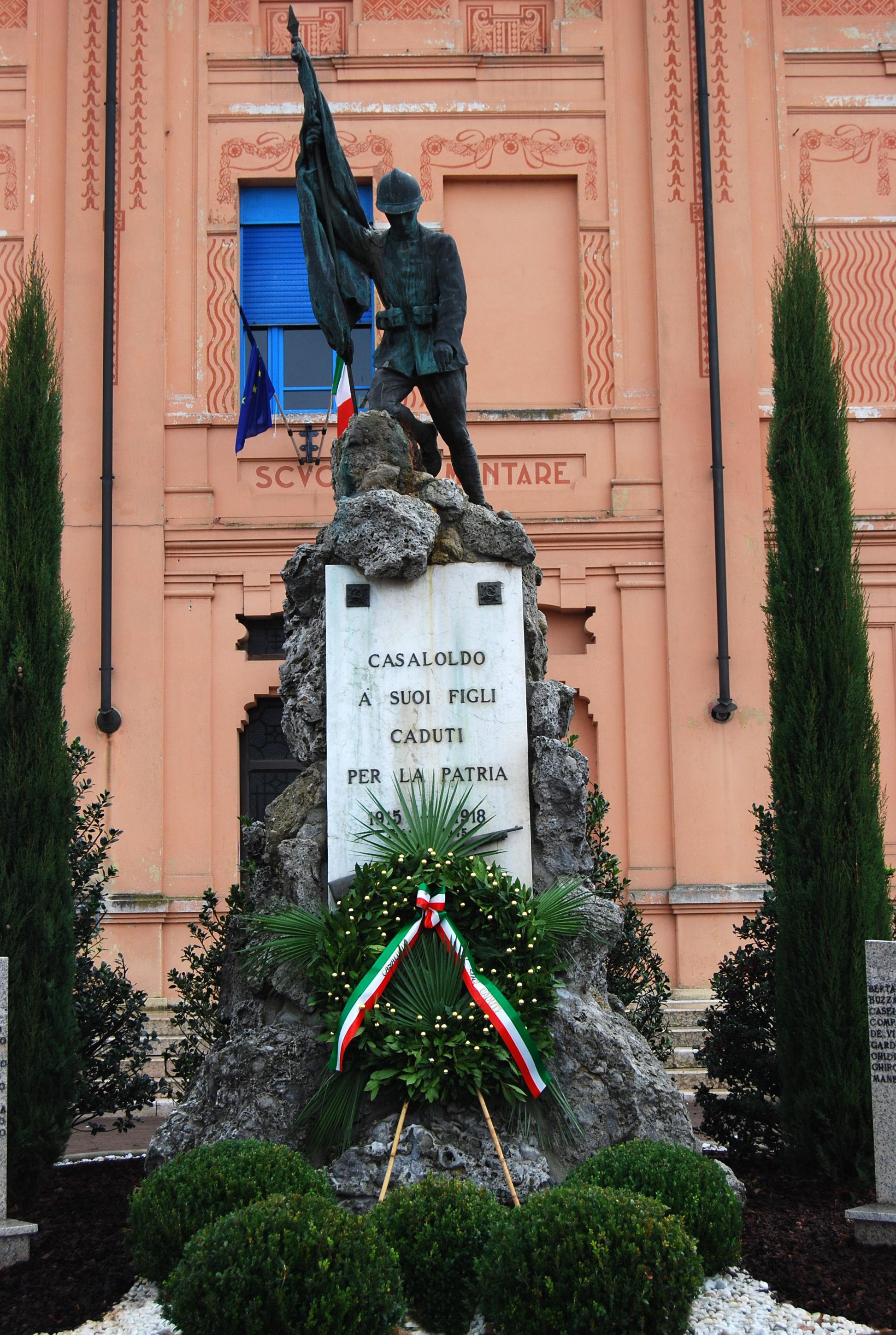
Monument als caiguts
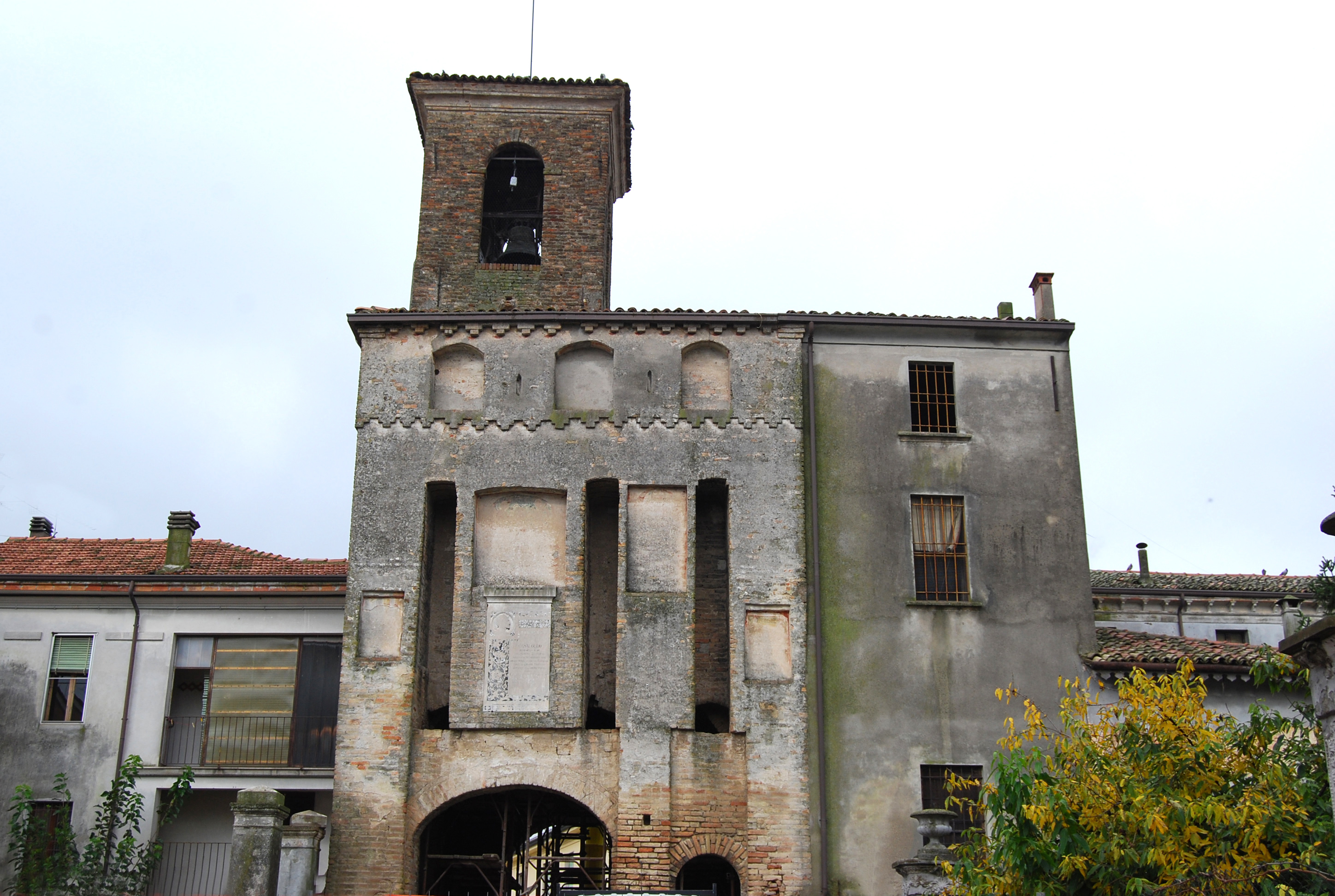
Torre Casaloldi